# Free Coekaerts
Hendrik Frederik (Free) Coekaerts (Breda, 14 april 1915 - 9 oktober 2010) was een Belgisch auteur en liberaal politicus voor de PVV.

## Levensloop
Coekaerts werd na de dood van Jos Daems aangesteld als burgemeester van Aarschot. Zelf werd hij door diens zoon (Rik in 1989 in deze hoedanigheid opgevolgd.
Daarnaast schreef hij columns in Den Osschotteneir en gaf hij in 1992 in eigen beheer het boek Het boereke van Osschot uit. Het betrof een proza-werk in het Aarschots dialect met tevens tal van uitdrukkingen uit deze regio. De gebeurtenissen handelen over zijn jeugd en de lotgevallen van zijn familie tijdens de Eerste en Tweede Wereldoorlog.
Zijn afscheidsplechtigheid vond plaats in de Onze-Lieve-Vrouwekerk te Aarschot. Na zijn dood werd in deze stad, in de wijk Bergvijver, een plein naar hem vernoemd.